# ルクソール事件

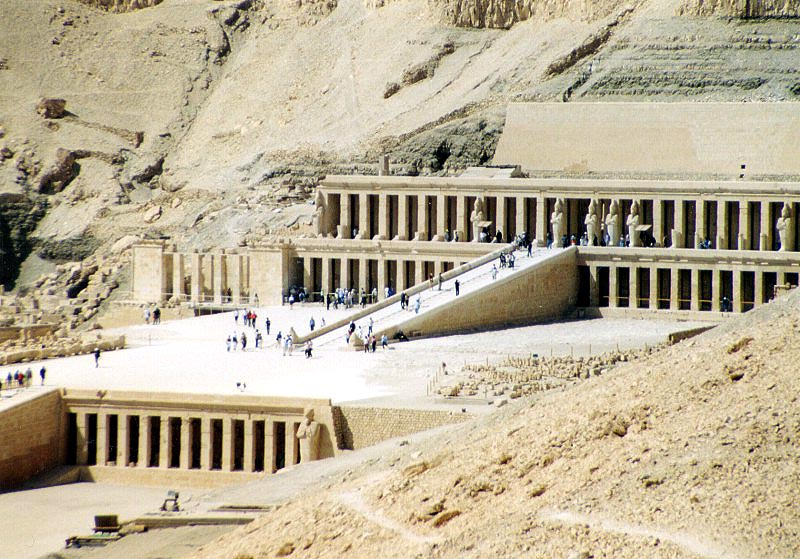
事件現場となったハトシェプスト女王葬祭殿遺跡

ルクソール事件（ルクソールじけん）は、エジプトの著名な観光地であるルクソールにおいて、1997年にイスラム原理主義過激派の「イスラム集団」が外国人観光客に対し行った無差別殺傷テロ事件である。別名、エジプト外国人観光客襲撃事件。
この事件により日本人10名を含む外国人観光客58名と警察官2名を含むエジプト人4名の合わせて62名が死亡、85名が負傷した。なお、犯人と思われる現場から逃亡した6名は射殺された。

## 事件の背景
イスラム原理主義勢力は、1981年に当時のエジプトの指導者であったサダト大統領をイスラエルと国交を結んだ裏切り者として暗殺し、さらに1992年ごろからはエジプト国内で政府の役人や外国人観光客らを標的にしたテロを続発させていた。観光客を標的にしたのはエジプトの重要な歳入源である観光収入をテロによって激減させ、経済に打撃を与え、それに伴う政府への不満をあおって政府を転覆させ、イスラム原理主義政権を樹立させるという企みからであった。
事実、観光客は激減したためエジプト政府は1995年から観光地の警備を強化し、武装原理主義者の大規模な取締りを行っていたが1997年9月18日にはカイロのエジプト考古学博物館の前に止まっていた観光バスが襲撃され、ドイツ人観光客ら10名が死亡しエジプト人15名が負傷するというテロが起きた。この事件の被疑者に対して10月30日に死刑が宣告されており、この裁判に報復する目的で1993年の世界貿易センタービル爆破事件の首謀者オマル・アブドッラフマーンが組織したイスラム原理主義テロ集団イスラム集団が計画したのが、ルクソールにおけるテロであった。

## 事件の概要
| 国籍       | 死者 |
| ---------- | ---- |
| スイス     | 36   |
| 日本       | 10   |
| イギリス   | 6    |
| ドイツ     | 4    |
| エジプト   | 4    |
| コロンビア | 2    |
| 計         | 62   |

1997年11月17日午前9時（現地時間）ごろ、ルクソールの王家の谷近くにある、ハトシェプスト女王葬祭殿の前にて、外国人観光客ら200名に向けて待ち伏せていた少なくとも6名（もっと多かったという証言もある）のテロリストが、守衛を襲撃した後、無差別に火器を乱射し、弾薬がなくなると短剣で襲ったという。この襲撃で日本人（観光客9名、添乗員1名）を含む観光客62名が殺害された。
犯人らはタクシーを強奪し（犯人らは砂漠を徒歩で渡ってきて犯行に及んだため逃走手段がなかった）、さらには観光バスの運転手を脅迫して逃走しようとした。しかし、収入の糧である観光客を殺傷した犯人を逃がすまいと怒った住民の一部と警官隊に行く手を阻まれ、犯人らはバスから降りて銃撃戦をしながら逃走したが、最終的には全員が射殺された。

## 事件の影響
テロのために、エジプトの外国からの観光客減少に拍車がかかってしまった。相次ぐテロに対する責任を負わせるため、エジプトのムバーラク大統領は治安担当の内務大臣を事実上更迭した。また当局は更なる掃討作戦を実行したため、エジプトでは大規模なテロ事件の発生は、アラブの春まで沈静化した。